# Stare Pieścirogi
Stare Pieścirogi (prononciation : [ˈstarɛ pjɛɕt͡ɕiˈrɔɡi]) est un village polonais de la gmina de Nasielsk dans le powiat de Nowy Dwór Mazowiecki de la voïvodie de Mazovie dans le centre-est de la Pologne.
Il se situe à environ 4 kilomètres au sud-ouest de Nasielsk (siège de la gmina), 18 km au nord de Nowy Dwór Mazowiecki (siège du powiat) et à 45 km au nord-ouest de Varsovie (capitale de la Pologne).
Le village compte approximativement une population de 784 habitants en 2009.

## Histoire
De 1975 à 1998, le village appartenait administrativement à la voïvodie de Ciechanów.